# Culcasia mannii
Culcasia mannii là một loài thực vật có hoa trong họ Ráy (Araceae). Loài này được (Hook.f.) Engl. mô tả khoa học đầu tiên năm 1887.